# ゴルフ 尾崎兄弟・飯合に挑戦!!
『ゴルフ 尾崎兄弟・飯合に挑戦!!』（ゴルフ おざききょうだい・めしあいにちょうせん）は、テレビ東京系列で1983年1月23日から2001年3月31日の間に放送された視聴者参加型のゴルフ番組である。

## 放送時間
- 1983年1月23日 - 1996年3月31日：日曜 13:30 - 14:00
- 1996年4月6日 - 2001年3月31日：土曜 12:00 - 12:30

## 番組内容
番組開始当初は「ゴルフ 尾崎兄弟に挑戦!!」と題し、尾崎3兄弟（ジャンボ尾崎=尾崎将司、ジェット尾崎=尾崎健夫、ジョー尾崎=尾崎直道）が登場したが、後にジャンボが退き、代わって1990年4月1日放送分よりジャンボの弟子である飯合肇（コング）がメンバーに加えられこのタイトルとなった。
番組は尾崎3兄弟と飯合の中から大体1クール単位で1名が出演し、一般視聴者の代表（2~3名を1組）と3ホールのマッチプレー方式で対戦する本戦のコーナーと、プロと視聴者代表チームがニアピンやドラコンなどのゲームで対決する「一発勝負」の2部構成で放送された。
時期によっては、将司の「on the green」のインストルメンタルが番組オープニングで、歌詞入りのものが本編オープニング曲でかかっていた。

## 出演者
- 解説 - 佐藤精一プロ
- ナレーター - 北野英二→高橋めぐみ

## ネット局
- テレビ東京系列（同時ネット）
  - テレビ北海道（1989年9月24日のサービス放送開始時から同時ネット）[1]
- 札幌テレビ（1983年4月9日（8日深夜）より土曜 0:25 - 0:55（金曜深夜）に放送。同年10月1日（9月30日深夜）で打ち切り）[2]
- 富山テレビ（土曜 6:30 - 7:00、1988年1月時点）[3]
  - チューリップテレビ（土曜 7:00 - 7:30、1995年1月21日より放送開始[4]）
- 石川テレビ（土曜 7:30 - 8:00、1988年1月時点[3]→土曜 16:00 - 16:30、1990年4月時点[5]）
- 福井放送（土曜 7:30 - 8:00、1988年1月時点）[3]
- 長野放送（火曜 0:50 - 1:20、1989年3月時点）[6]